# Paul Escoffier
Paul Escoffier, nato Adolphe Jean-Marie Escoffier (Cahors, 20 giugno 1875 – Parigi, 19 luglio 1941), è stato un attore francese.

## Biografia
Nato a Cahors, in Occitania, iniziò la sua carriera cinematografica nel 1911, alla Pathé Frères, specializzandosi in ruoli da feuilleton. Fu interprete di una cinquantina di pellicole, l'ultima delle quali, Fromont jeune et Risler aîné, uscì nell'ottobre 1941, qualche mese dopo la morte dell'attore, avvenuta a Parigi nel luglio dello stesso anno.

## Filmografia
- La Coupable - cortometraggio (1911)
- Il mistero della camera gialla (Le Mystère de la chambre jaune), regia di Émile Chautard - cortometraggio (1913)
- Germinal, regia di Albert Capellani (1913)
- L'ultima incarnazione di Larsan - Il profumo della dama in lutto (La Dernière Incarnation de Larsan), regia di Maurice Tourneur - cortometraggio (1914)
- Amore che redime (Mauvaise Graine), regia di Billy Wilder e Alexander Esway (1934)
- Il bandito della Casbah (Pépé le Moko), regia di Julien Duvivier (1937)
- I prigionieri del sogno (La Fin du jour), regia di Julien Duvivier (1939)
- Fromont jeune et Risler aîné, regia di Léon Mathot (1941)